# Strigi
Strigi是一個桌面搜索守護進程，不相依於作業系統和桌面。Strigi是由Jos van den Oever開始開發。Strigi的目標是要快，使用少量的內存，並能使用靈活的後端和插件。 一份2007年1月的benchmark指出Strigi比其他客戶端快而且使用較少的內存。跟多數桌面搜索系統一樣， Strigi可以從文件內部提取信息，如音頻剪輯的長度、一份文件的內容、或圖片解析度；插件測定那些文件類型是有能力處理。Strigi使用自己的Jstream系統允許對文件進行deep indexing。

## 功能
- 支持索引包含PDF、MP3、純文字、壓縮檔、Debian和RPM包，以及OASISOpenDocument的文書(odf)、電子表格(ods)和演示文稿(odp)文件
- 支持D-Bus 和socket作為守護和搜索程序之間的溝通
- 小的內存佔用
- Xesam query language support
- 非常好的可攜性，目前可運行在Linux、Solaris、Mac OS X和Windows。

## 作業系統和桌面支持
KDE 4需要Strigi，作為新的語義學桌面技術核心組成部分。

Strigi和NEPOMUK正在共同努力，以幫助建立一個KDE的語義學桌面搜索。NEPOMUK允許用戶添加元數據，讓Strigi將能夠將索引產生為更精確的搜索。開發者也正在考慮加入Sonnet支持，允許用戶搜索使用特定的語言書寫的文件。

## 外部連結
- Strigi home page（页面存档备份，存于）
- Jos van den Oever's own Strigi page（页面存档备份，存于）
- How-to use Strigi, from Linux.com
- KDE dot article on Strigi in KDE 4（页面存档备份，存于）
- Comparison of desktop search software